# James Anthony Brown
James Anthony Brown (ur. 5 stycznia 1950) – szef ministrów (premier) wyspy Man od 14 grudnia 2006 do października 2011, zastępca Prezydenta Tynwaldu, parlamentu wyspy Man. Członek House of Keys (Izba Kluczy), izby niższej Tynwaldu. W ławach parlamentu zasiadł po raz pierwszy w 1981. 

## Stanowiska rządowe
- Minister Zdrowia i Opieki Socjalnej, 1986–1989
- Minister Władz Regionalnych i Środowiska, 1989–1994
- Minister Turystyki, 1994–1996
- Minister Transportu, 1996–2001
- Szef Ministrów, 2006–2011